# لارس بوهينن
لارس رور بوهينن (بالنرويجية: Lars Bohinen)‏ مواليد 8 سبتمبر 1969 في فادسو، النرويج، هو لاعب كرة قدم نرويجي دولي سابق من الأقلية الكفينية، كان يلعب في خط الوسط من 1986 حتى 2005 وخاصة في الدوري الإنجليزي الممتاز لصالح نادي نوتنغهام فوريست ونادي بلاكبرن روفرز ونادي ديربي كاونتي. ويشغل حاليا منصب مدير نادي نادي أوليسوند في الدوري النرويجي الممتاز. سبق له أن لعب في كأس العالم لكرة القدم مع منتخب بلاده. لعب خلال مسيرته 355 مباراة سجل خلالها 32 هدفاً.

## المسيرة الاحترافية
كان أول نادي احترافي له هو نادي فوليرينغا، ولعب مع نادي فيكينغ ونادي يانغ بويز ونادي نوتينغهام فورست ونادي بلاكبيرن روفرز ونادي ديربي كاونتي ونادي لينغبي.

### نادي نوتنغهام فوريست
كانت الفترة الأكثر شهرة له في إنجلترا أثناء لعبه مع نادي نوتنغهام فورست. انتقل نادي يانغ بويز إلى نوتنغهام فورست مقابل 450,000 جنيه إسترليني في عام 1993. انضم إلى فورست في وقت كان يناضل في دوري الدرجة الأولى الإنجليزي لكرة القدم، وكان في عقده فقرة تنص على أنه يمكن أن يغادر في أي وقت إذا كان هناك نادي آخر مستعد لدفع 700,000 جنيه إسترليني مقابل الانتقال إليه بعد صعود النادي إلى الدوري الإنجليزي الممتاز، بقي بوهينين معه لموسم آخر شمل بعض الأهداف الشهيرة له، وأبرزها هدف من 30 ياردة على ملعب وايت هارت لين ضد توتنهام هوتسبر.

### بلاكبيرن روفرز
في عام 1995 وافق نادي بلاكبيرن روفرز بطل الدوري الإنجليزي على شرط انتقال بوهينن البالغ 700 ألف جنيه إسترليني في عقده وانتقل بوهينن إلى ملعب نادي بلاكبيرن روفرز (إيوود بارك) حيث وقّع عقدًا مدته ثلاث سنوات. كان موسمه الأول ناجحًا حيث أصبح منتظماً في نادي بلاكبيرن، حيث سجل أربعة أهداف في الدوري، بما في ذلك هدفين ضد ناديه القديم روفرز فورست.

### دربي كاونتي
انتقل بوهينن من بلاكبيرن إلى نادي ديربي كاونتي في مارس 1998 مقابل 1.45 مليون جنيه إسترليني. تم إلغاء عقده من قبل النادي في يناير 2001، ولم يسجل مع النادي إلا هدفا واحدا فقط في مباراة ضد نادي كريستال بالاس في أبريل 1998.

### أندية لعب لها
- نادي لين
- نادي فوليرينغا
- نادي فيكينغ
- نادي يانغ بويز
- نادي ليلستروم
- نوتينغهام فورست
- بلاكبيرن روفرز
- ديربي كاونتي
- نادي لينغبي
- نادي نوردشيلاند

## المشاركة الدولية
لعب لأول مرة مع المنتخب النرويجي الوطني في عام 1989 وشارك في 49 مباراة دولية وسجل 10 أهداف. رفض بوهينن اللعب مع المنتخب الوطني النرويجي ضد منتخب فرنسا احتجاجًا على بدء الجيش الفرنسي إجراء تجارب نووية في جنوب المحيط الهادئ.

## تقاعد
بعد تقاعده من كرة القدم، أصبح بوهينن مدربًا مساعدًا لفريق فاريلينغا في أوسلو بالنرويج، لكنه ترك المهمة في وقت لاحق. أصبح فيما بعد مديرًا رياضيًا في نادي ستابك، لكنه استقال في أبريل عام 2009.
لارس بوهينن هو ابن عم سيغورد راشفيلد.

## روابط خارجية
- لارس بوهينن على موقع IMDb (الإنجليزية)
- لارس بوهينن على موقع الاتحاد الدولي (مؤرشف)  (الإنجليزية)
- لارس بوهينن على موقع الاتحاد الأوربي (الإنجليزية)
- لارس بوهينن على موقع اتحاد النرويج (النرويجية)
- لارس بوهينن على موقع قاعدة بيانات كرة القدم.إي يو (الإنجليزية)
- لارس بوهينن على موقع ناشيونال فوتبول تيمز (الإنجليزية)
- لارس بوهينن على موقع Soccerbase.com (لاعب) (الإنجليزية)
- لارس بوهينن على موقع Soccerway.com (الإنجليزية)
- لارس بوهينن على موقع عالم كرة القدم.نت (الإنجليزية)